# Nagroda im. Igora Zabla

Europa Środkowa, Wschodnia i Południowo-wschodnia

Nagroda im. Igora Zabla (Igor Zabel Award for Culture and Theory) – ustanowiona w 2008 i przyznawana co dwa lata nagroda dla badaczy, kuratorów i aktywistów przyczyniających się do rozwoju kultury i sztuk wizualnych w Europie Środkowej, Wschodniej i Południowo-Wschodniej. Nagroda jest formą upamiętnienia Igora Zabla (1958–2005), pochodzącego ze Słowenii kuratora, historyka i krytyka sztuki.
Organizatorami nagrody są austriacka Fundacja ERSTE oraz Stowarzyszenie Igora Zabla na rzecz Kultury i Teorii, powołane tym samym roku co nagroda przez Fundację ERSTE i rodzinę Zabla: żonę Mateję Kos Zabel i Bojana Zabla, ojca. Kandydatami i kandydatkami do nagrody są wybitne osoby działające międzynarodowo w takich obszarach jak kuratorstwo, historia sztuki, pisarstwo czy krytyka artystyczna, które albo mieszkają i pracują w regionie, albo też wiążą z nim swoją działalność.
Pula nagród wynosi każdorazowo 76 tysięcy euro – na nagrodę główną przeznaczone jest 40 tysięcy euro, a resztę stanowią trzy stypendia po 12 tysięcy euro. Laureat lub laureatka nagrody zostają wybrani przez międzynarodowe jury składające się z trzech osób wyznaczonych przez organizatorów: artysty bądź artystki, kuratora/kuratorki oraz teoretyka/teoretyczki sztuki. Ponadto jedna z osób zasiadających w jury musi pochodzić ze Słowenii. Stypendyści i stypendystki nominowane są przez grono dziesięciorga ekspertów, spośród których jury wybiera dwie osoby, a trzecią wskazuje laureatka bądź laureat nagrody głównej. W gronie jurorów i osób nominujących zasiadali związani z Polską: Hanna Wróblewska, Magdalena Radomska i Adam Szymczyk. Polskimi laureatami nagrody zostali Piotr Piotrowski (2010) i Joanna Mytkowska (2018).

Jest to najwyższa i najbardziej prestiżowa tego typu nagroda w regionie, a uroczystość jej wręczenia odbywała się każdorazowo w jednej z uznanych europejskich instytucji sztuki. Jak napisała Katarzyna Bojarska: 
Nagroda, jak zostało już częściowo powiedziane, przyznawana jest w dowód uznania osób, których działalność w polu kultury charakteryzuje przede wszystkim wkład w poszerzanie granic wiedzy o międzynarodowej kulturze wizualnej w rejonie Europy Środkowo-Wschodniej i na odwrót: wyprowadzanie sztuki i teorii tej części kontynentu z jej postkolonialnego getta.
 W 2012 roku gala miała miejsce w Polsce – w Zachęcie Narodowej Galerii Sztuki. Od 2018 r. jest wręczana wyłącznie w Lublanie, z którą Igor Zabel związany był przez całe życie, m.in. pracując jako kurator w Muzeum Sztuki Nowoczesnej (Moderna galerija). Ceremonii towarzyszą zwykle rozmaite wydarzenia – konferencje, wykłady, panele dyskusyjne, pokazy filmów, promocje książek etc.

## Laureaci i laureatki oraz osoby uhonorowane stypendium
| Rok  | Laureat/laureatka          | Grant (laureat/laureatka)                 | Grant (jury) | Jury                                              | Nominujący | Miejsce wręczenia nagrody                                  |
| ---- | -------------------------- | ----------------------------------------- | --- | ------------------------------------------------- | --- | ---------------------------------------------------------- |
| 2008 | What, How & for Whom (WHW) | Prelom Kolektiv                           | Fouad Asfour, Erden Kosova                                                                                         | Eda Čufer, Josef Dabernig, Charles Esche          | | Cankarjev Dom, Lublana, Słowenia                           |
| 2010 | Piotr Piotrowski           | Daniel Grúň                               | Maja & Reuben Fowkes, The Peace Institute – Institute for Contemporary Social and Political Studies, Raluca Voinea | Edit András, Chus Martínez, Tadej Pogačar         | | Muzeum Sztuki Współczesnej w Barcelonie (MACBA), Hiszpania |
| 2012 | Suzana Milevska            | European Roma Cultural Foundation         | Sabine Hänsgen, Klara Kemp-Welch                                                                                   | Alenka Gregorič, Yuri Leiderman, Hanna Wróblewska | | Zachęta Narodowa Galeria Sztuki, Warszawa, Polska          |
| 2014 | Ekaterina Degot            | Kirill Medwedew                           | Karel Císař, Miklavž Komelj                                                                                        | Keti Chukhrov, Apolonija Šušteršič, Rainer Fuchs  | | Budynek Secesji w Wiedniu, Austria                         |
| 2016 | Viktor Misiano             | Viviana Checchia                          | Anca Verona Mihuleţ, OFF-Biennale Budapest                                                                         | Zdenka Badovinac, Vít Havránek, Roman Ondák       | | Moderna galerija, Lublana, Słowenia                        |
| 2018 | Joanna Mytkowska           | Centrum Badań nad Kulturą Wizualną (VCRC) | Edith Jeřábková, Oberliht Association                                                                              | Adam Budak, Ana Janevski, Erzen Shkololli         | Anna Daučíková, Branislav Dimitrijević, Maja & Reuben Fowkes, Christian Höller, Lívia Páldi, Dan Perjovschi, Magdalena Radomska, Barbara Steiner, Adam Szymczyk, Maria Vassileva | Moderna galerija, Lublana, Słowenia                        |